# Steve Brookstein
Stephen Desmond "Steve" Brookstein (født 10. november 1968 in Camberwell, London) er en engelsk sanger, som vandt den første sæson af det britiske udgave af X Factor.

## Diskografi

### Album
| Heart and Soul                                                    | - Released: 9. maj 2005 - Label: Sony BMG - Format: CD                             | 1   | 1 | - UK: 105.338 - UK: Guld |
| 40,000 Things                                                     | - Released: 9. oktober 2006 - Label: Numunu Records - Format: CD, digital download | 165 | — | - UK: 3.632              |
| Forgotten Man                                                     | - Released: 23. marts 2014 - Label: Pledge Music - Format: CD, digital download    | —   | — |                          |
| "—" markerer en udgivelse, der ikke opnåede en hitlisteplacering. |                                                                                    |     |   |                          |